# Pteroripoda minutissima
Pteroripoda minutissima är en kvalsterart som beskrevs av Balogh och Sandór Mahunka 1974. Pteroripoda minutissima ingår i släktet Pteroripoda och familjen Oripodidae. Inga underarter finns listade i Catalogue of Life.